# Gary Blauman
Gary Blauman es el vigésimo primer episodio de la novena temporada de la serie de televisión de CBS How I Met Your Mother y el episodio número 205 en general.

## Reparto
| - Josh Radnor como Ted Mosby. - Jason Segel como Marshall Eriksen. - Cobie Smulders como Robin Scherbatsky. - Neil Patrick Harris como Barney Stinson. - Alyson Hannigan como Lily Aldrin. - Cristin Milioti como La Madre. - Bob Saget como futuro Ted Mosby (voz, no acreditado). | - Taran Killam - Gary Blauman - Ellen D. Williams - Patrice - Jennifer Morrison - Zoey Pierson - Wayne Brady - James Stinson - Lou Ferrigno, Jr. - Louis - Marshall Manesh - Ranjit - Joe Nieves - Carl - Kal Penn - Kevin - Alexis Denisof - Sandy Rivers - Jorge García - Steve «The Blitz» Henry - Jai Rodríguez - Tom - William Zabka - Él mismo - Abby Elliott - Jeanette Peterson - David Burtka - Scooter - Abigail Spencer - Blablah/Carol |

## Trama
Ted y la Madre salen a cenar en su primera cita a las 8 de la noche el miércoles, tres días después de la boda de Barney y Robin. Cuando deciden no ir al restaurante que originalmente eligieron, la Madre dice que deben encontrar un restaurante donde no necesitan una reserva. Ted le dice que ir a algún lugar sin una reserva no es fácil a través de la historia de Gary Blauman.
En el presente, Gary Blauman se presenta un par de horas antes de que la boda comience y felicita a Robin. Robin pretende estar feliz, pero se asusta cuando se da cuenta de que ella no tenía reservado un asiento para él. Marshall la tranquiliza, diciéndole que se encargará de ello, ya que él es muy bueno con asientos de boda. Sin embargo, Marshall se da cuenta de que será difícil cambiar el plan de asientos y recluta a Ted para ayudarle a arreglarlo todo. Ted se niega ya que odia a Blauman desde que compitieron por una chica una vez en una fiesta. Lily aparece, diciendo que está agradecida con Blauman después de que él la persuadió de hacerse un tatuaje enorme en la espalda tras la ruptura de ella y Marshall.
La madre detiene a Ted momentáneamente después de ver a su exnovio en la distancia. Ella le dice a Ted que recientemente tuvo una mala ruptura y que no quiere entrar en una relación, pero quiere que termine su historia. En el presente, los tres van a Barney para el voto de desempate. Barney no lo quiere allí tampoco, ya que Blauman una vez robó cuatro patatas fritas de Barney en el MacLaren's, incluyendo una patata rizada. Billy Zabka y James aparecen; Zabka lo quiere allí, porque Blauman aprecia su poesía, pero no James, ya que su romance con Blauman causó que se divorciase de su esposo, Tom. Marshall en última instancia hace el voto de desempate: Blauman se queda porque Robin lo quiere, ya que ella es la novia y tiene la última palabra sobre cualquier decisión. Barney avisa entonces de que ya le dijo a Blauman que se fuera, obligando al grupo a ir tras él.
La Madre corta la historia otra vez cuando llegan a su edificio de apartamentos. Después de intercambiar despedidas, Ted se aleja mientras el Ted de 2030 dice que no cometió el error que cometió ocho años antes, durante su primera cita con Robin, cuando él prematuramente le dijo que estaba enamorado de ella. Para alivio de Ted, la Madre lo vuelve a llamar y le pide que termine la historia.
En el presente, el grupo encuentra a Blauman cuando está a punto de irse, llevando a Ted a darse cuenta de que debe estar cerca de las personas que son más importantes para él, ya que pueden desaparecer en un instante de su vida. El futuro Ted entonces revela el destino de muchos conocidos que él y sus amigos habían conocido en sus historias:
- Carl continuó trabajando en el MacLaren's, con el bar convirtiéndose en un negocio familiar, después de que él tuviera un hijo.
- Jeanette fue arrestada por su comportamiento obsesivo y terminó teniendo una relación junto con su terapeuta, el exnovio de Robin, Kevin.
- Ranjit terminó haciéndose rico con el mercado de valores y compró la compañía de limusinas donde trabajó durante años.
- Patrice tuvo su propio programa de radio y es regularmente gritada por sus oyentes, entre los cuales figura Robin.
- Billy Zabka fue honrado con la Medalla Nacional de Humanidades de Literatura por su poesía (convirtiéndose en el ganador más joven del premio).
- Zoey continuó con su ecologismo, apoyando diversas causas (cuestionables, como se muestra cuando ella es atacada por un halcón que intenta salvar).
- Scooter se casó con Jasmine la estríper, obviamente debido a su parecido con Lily.
- Blitz, el amigo de la universidad de Ted y Marshall, luchó y venció su adicción al juego tras una juerga de tres días en una máquina tragamonedas (que dio el premio inmediatamente a la siguiente persona que la usó después de que él la dejara).
- Ted sigue estando incierto en cuanto a lo que pasó con Blah Blah, pero se las arregla para recordar que se llamaba Carol.
- El comportamiento inapropiado de Sandy Rivers destruyó su carrera en los Estados Unidos, pero pronto encontró trabajo conduciendo un programa de noticias ruso y nunca cambió.
- James logró convencer a su marido Tom para que lo perdonara, y los dos disfrutaron de una vida muy feliz junto a su hijo e hija.

La narración concluye con el regreso de Blauman, diciendo que no se quiere perder la boda. Después de terminar su historia, Ted y la Madre tienen su primer beso.

## Blog de Barney
Barney habla de etiqueta al pedir aperitivos con un bro, a la luz de lo que hizo Blauman.